# Barranc del Pellisser
El barranc del Pellisser és un barranc del terme actual de Tremp, del Pallars Jussà i de l'antic d'Espluga de Serra, a l'Alta Ribagorça, situat a la vall del barranc de Miralles, al sud de la Serra de Sant Gervàs.
Es forma en el lloc anomenat lo Serrat, a ponent de lo Tossal, des d'on davalla cap al nord-oest per anar a parar al barranc de Miralles per l'esquerra, a l'extrem de ponent del Serrat de Piconiller, prop de l'ermita de Sant Gregori.